# Surovo
Surovo (izviren francoski naslov: Grave) je francosko-belgijska grozljiva drama iz leta 2016, delo režiserke in scenaristke Julie Ducournau. Glavno vlogo igra Garance Marillier.